# La lista dei clienti
La lista dei clienti (The Client List) è un film per la televisione del 2010 diretto da Eric Laneuville e basato su una storia vera. Il film è stato trasmesso in prima visione negli Stati Uniti d'America il 19 luglio 2010.

## Trama
Samantha Horton è una giovane donna che, per risolvere i gravi problemi economici che minacciano la sua famiglia, è costretta a prostituirsi. Lo fa perché non riesce a trovare altre soluzioni ed è disposta a tutto per i propri figli e il marito, non in grado fisicamente di lavorare. Inizialmente sembra essere in grado di far fronte alla difficile situazione, ma la fatica e lo stress si aggravano. Inizia a fare uso di cocaina e la dipendenza la fa passare da stati di euforia a stati d’ira. Le cose cominciano a complicarsi nel momento in cui Samantha viene arrestata insieme alle sue colleghe. Rischia di dover passare due anni in galera a meno che non riveli la lista dei suoi clienti importanti. Grazie alla sua incredibile memoria riesce a trascriverne 69. Lei e le sue colleghe hanno un enorme sconto di pena, 30 giorni di carcere. Il marito la lascia ma alla fine del film sembra che i due possano rimettere assieme le cose.

## Serie televisiva
Nell'agosto del 2011 il network Lifetime ha annunciato la realizzazione di una serie televisiva tratta dal film. The Client List ha avuto come protagoniste Jennifer Love Hewitt e Cybill Shepherd, già interpreti del film, ed è andato in onda negli Stati Uniti per due stagioni, tra il 2012 e il 2013 .